# Station Pierzyska
Station Pierzyska is een spoorwegstation in de Poolse plaats Pierzyska.